# Государственное космическое агентство Украины
Государственное космическое агентство Украины (ГКА) (укр. Державне космічне агентство України (ДКА)) — специально уполномоченный центральный орган исполнительной власти Украины, который обеспечивает реализацию государственной политики в области космической деятельности, осуществляет руководство порученной ему сферой управления, несёт ответственность за состояние её развития.
До 9 декабря 2010 года именовалось Национальное космическое агентство Украины (НКАУ).

## История агентства и космическая промышленность страны
Украине по наследству от СССР принадлежат ракетно-космические предприятия.
Национальное космическое агентство Украины было создано при Кабинете Министров Украины 29 февраля 1992 года Указом Президента.
12 сентября 1996 года был создан Национальный центр аэрокосмического образования молодёжи (НЦАОМУ).
В 1999 году был изменён статус НКАУ, в его подчинение были переданы более 20 предприятий и организаций, среди которых ГКБ «Южное» и ПО «Южный машиностроительный завод им. А. М. Макарова».
В апреле 2000 года в результате реорганизации Киевского радиозавода был создан Научный центр точного машиностроения (который также был передан в ведение НКАУ).
Таким образом, была создана космическая отрасль экономики Украины, которая разрабатывает и производит научные и прикладные спутники нескольких видов и ракеты-носители семейств «Зенит», «Циклон», «Днепр», в том числе для российских и международных потребителей. Первый запуск собственного спутника («Сич-1») собственной ракетой-носителем («Циклон») Украина произвела 31 августа 1995 (став 9-й страной, сделавшей такое) с российского космодрома (Плесецк).
В отчёте о деятельности агентства за 2019 год говорится, что из семнадцати предприятий, входящих в его состав, восемь являются убыточными, а два — пребывают в стадии ликвидации.

## Главные задачи ГКАУ
- Разработка концептуальных основ государственной политики в области исследования и использования космического пространства в мирных целях и в интересах безопасности государства;
- обеспечение организации и развития космической деятельности на Украине и под юрисдикцией Украины вне её границ;
- содействие повышению обороноспособности и национальной безопасности государства с использованием космических средств;
- организация и развитие сотрудничества Украины с другими государствами и международными организациями в космической отрасли.

## Космические программы Украины
Космическая деятельность на Украине осуществляется на основе Национальной космической программы Украины, которая разрабатывается сроком на пять лет и утверждается Верховной Радой Украины по представлению Кабинета Министров Украины. Национальное Космическое агентство Украины совместно с центральными органами исполнительной власти и Национальной Академией Наук Украины отвечает за разработку Национальной космической программы Украины, исходя из цели и базовых принципов космической деятельности Украины.
Первая Космическая Программа Украины продолжалась в период 1994—1997 гг. Она заложила правовую базу космической деятельности Украины и способствовала принятию ряда законодательных актов для регулирования Правительством этой деятельности. Первая Программа была направлена на сохранение научного и производственного потенциала в космической отрасли в интересах национальной экономики и безопасности Украины, а также на содействие вхождению Украины на международные рынки космических услуг. Украина присоединилась к международным агентствам, деятельность которых касается исследования или использования космического проектора. Среди них — Комитет ООН по мирному исследованию космического пространства (COPUOS), Всемирный Комитет по космическим исследованиям (COSPAR), Всемирная спутникового исследования Земли (CEOS), Международная Федерация Астронавтики (IAF).
Были заключены рамочные полномасштабные соглашения о сотрудничестве в области космических исследований с Российской Федерацией, США, Китаем, Бразилией, Индией и другими странами, меморандумы с 23 государствами.
Также в этот период был запущен первый спутник независимой Украины — «Сич-1».
Вторая Космическая Программа (1998—2002 гг.) была принята Верховной Радой в 1997 году, законодательно установила основные цели, задачи, приоритеты и пути реализации национальной космической деятельности на период, предусматривающий формирование внутреннего рынка космических услуг, вхождение на международные космические рынки с отечественными товарами и услугами, интеграцию Украины в международное космическое сообщество, создание наземной космической инфраструктуры, развёртывание многофункциональной национальной орбитальной группировки космических средств.
Третья Космическая Программа (2003—2007 гг.) имела целью реализовать единый государственный подход к вопросу космической деятельности, эффективного использования науки и технологий, укрепление производственного потенциала с целью обеспечения соответствия уровня космической деятельности Украины её геополитическим и экономическим интересам.
Четвёртая Общегосударственная целевая научно-техническая космическая программа Украины (ЗКПУ) на 2008—2012 годы, которая определяет приоритеты и пути развития космической деятельности государства, была утверждена Законом Украины от 30 сентября 2008 № 608. В ЗКПУ учтены долгосрочные интересы государства, современные тенденции развития космонавтики, имеющийся научно-технический потенциал космической отрасли.
Четвёртая ЗКПУ призвана реализовать новую модель осуществления космической деятельности Украины — гармонизацию достигнутого уровня космических технологий и эффективности их практического использования, доведение результатов до конечного потребителя.

Целью Программы является обеспечение развития и эффективного использования космического потенциала Украины для решения неотложных проблем в сфере безопасности государства, внедрение высоких технологий, а также повышение уровня науки и образования.
10.02.2010 на интернет-странице «Гражданское общество и власть» велось общественное обсуждение проекта Концепции реализации государственной политики Украины в сфере космической деятельности на период до 2030 года, которая определяет приоритеты и стратегические направления космической деятельности, а также механизмы и средства реализации государственной политики в этой области.
Проект Концепции реализации государственной политики Украины в сфере космической деятельности на период до 2030 года подготовлен согласно отдельному поручению Премьер-министра Украины от 9 июня 2008 № 31802/0/1-08 с целью повышения эффективности космической деятельности для превращения её в действенный инструмент влияния на решение актуальных задач социально-экономического, экологического, культурного и образовательного развития общества, поддержки национальной безопасности и реализации геополитических интересов государства.

## Руководители агентства
Генеральные директора Национального космического агентства Украины (до 1997 — Национального космического агентства Украины при Кабинете Министров Украины)
- Горбулин Владимир Павлович (9 марта 1992 — 12 августа 1994)
- Жалко-Титаренко Андрей Валентинович (и. о. 23 августа 1994 — 9 марта 1995)
- Негода Александр Алексеевич (20 февраля 1995 — 25 июля 2005)
- Алексеев Юрий Сергеевич (25 июля 2005 — 11 февраля 2009; 17 марта 2010 — 23 декабря 2010)
- Зинченко Александр Алексеевич (11 февраля 2009 — 17 марта 2010)

Председатель Государственного космического агентства Украины
- Алексеев Юрий Сергеевич (23 декабря 2010 — 28 ноября 2014)
- Александр Голуб — врио (16 октября 2014 — 21 января 2015)
- Олег Уруский (21 января 2015 — 19 августа 2015)
- Любомир Сабадош (19 августа 2015 — 22 июля 2016)
- Александр Голуб — врио (25 июля — 13 сентября 2016)
- Юрий Радченко — исполняющий обязанности (14 сентября 2016 — 30 августа 2017)
- Павел Дегтяренко (31 августа 2017 — 6 ноября 2019)[4][5]
- Владимир Михеев — врио (6 ноября 2019 — 24 января 2020)[5][6]
- Владимир Усов (24 января 2020 — 16 ноября 2020)[7][8]
- Михаил Лев — врио (с 16 ноября 2020 по февраль 2021)[9]
- Владимир Михеев — врио (с 23 февраля 2021 по март 2021)
- Владимир Тафтай (1 марта 2021 — н. в.)

## Международное сотрудничество
9 октября 2015 года Государственное космическое агентство Украины приостановило сотрудничество с Россией на межгосударственном уровне, в то же время продолжая работу над проектами международной кооперации.
13 ноября 2020 года Государственное космическое агентство Украины подписало Договорённости в рамках программы NASA «Артемида» о принципах сотрудничества в гражданском исследовании и использовании Луны, Марса, комет и астероидов в мирных целях.

## Модификации ракет серии Р-36 (предки Днепров и Циклонов)
- Р-36/Р-36 («орбитальная») — боеголовка выходила в космос
- Р-36М «Сатана» (15А14)[11]
- Р-36М УТТХ «Сатана» (15А18) (по классификации НАТО: SS-18 Mod 4)
- Р-36М2 «Воевода» (15А18М) (по классификации НАТО: SS-18 Mod 5 «Satan», SS-18 Mod 6 «Satan»)
- Р-36М3 «Икар» (проект)

### Космические ракеты
- РН «Днепр» (15A18) — космическая ракета.
- РН «Циклон» — ракеты строятся по технологии строительства ядерных ракет серии Р-36 и продолжают совершенствоваться.[источник не указан 1631 день]
- РН «Циклон-2» создан на основе ядерной 8К69. Первый пуск состоялся 6 августа 1969 года, а последний — в январе 2009.
- РН «Циклон-3» (строительство прекращено) создан на основе ядерной 8К69. Первый пуск состоялся 24 июня 1977 года[12].
- РН «Циклон-4» (строительство прекращено) — ракета-носитель лёгкого класса[13][14].
- РН «Циклон-4М» — ракета-носитель среднего класса. Пуск планируется до 2020 года со строящегося космодрома в Канаде[15][16].

## Другие ракеты-носители
- РН «Зенит-2»
- РН «Зенит-3SL»
- РН «Зенит-2SLB»
- РН «Зенит-3SLБ»
- РН «Зенит-3SLБФ»
- РН «Маяк» — новая серия РН на основе «Циклонов» и «Зенитов»
- Список запусков ракет-носителей семейства «Зенит»

## Другие ссылки
- Национальный аэрокосмический университет имени Н. Е. Жуковского — институт, выпускающий инженеров в авиации и космонавтике (Харьков)
- Харьковский физико-технический институт — Харьковский ядерный институт
- ВостГОК (Восточный горнообогатительный комбинат) — продукция: концентрат урана (г. Жёлтые Воды, Украина)
- Космонавтика Украины
- День работников ракетно-космической отрасли Украины
- НЦУИКС — Национальный центр управления и испытания космических средств (Крым)
- Львовский центр Института космических исследований НАН и НКА Украины